# Els Morrots
Els Morrots és un espai natural costaner del municipi de Tarragona (Tarragonès) situat entre la platja de la Savinosa i la platja Llarga. Està integrat per diverses finques municipals i la franja de Zona Marítima Terrestre (ZMT). Inclou la Punta del Morrot i la Punta de la Savinosa. Per aquest motiu també se l'anomena Els Morrots de la Savinosa, tot i que aquest nom és més utilitzat per a referir-se a la zona propera situada a la punta de l'Arrabassada, entre la platja de l'Arrabassada i la platja de la Savinosa, on hi ha l'antic Preventori de la Savinosa.
Les comunitats vegetals pròpies del roquissar litoral dels Morrots són de les més diverses i ben conservades de tot el litoral tarragoní juntament amb les de l'Espai Natural Tamarit-Punta de la Móra. L'Ajuntament de Tarragona i l'Associació Aurora col·laboren en la conservació i millora dels Morrots. Juntament amb la unitat de Costes de la Subdelegació del Govern, i amb el suport de l'Obra Social de La Caixa i la Diputació de Tarragona, el 2011 van acondicionar l'espai, que inclou l'entorn de la platja dels Capellans, regenerant la vegetació, delimitant els camins i instal·lant taules de pícnic i bancs.